# 蒂先基夫卡
49°46′4″N 37°33′15″E / 49.76778°N 37.55417°E
蒂先基夫卡（烏克蘭語：Тищенківка）是位於烏克蘭東部的村莊，由哈爾科夫州庫皮揚斯克區的金德拉希夫卡市鎮負責管轄。該村始建於1894年，面積0.4平方公里，海拔高度146米，2001年人口230，人口密度每平方公里576.4人。